# Siti Zubaidah Adabi
Siti Zubaidah Adabi (* 30. September 1986) ist eine malaysische Leichtathletin, die Weit- und Dreisprung spezialisiert hat, aber auch im Sprint an den Start geht.

## Sportliche Laufbahn
Erste Erfahrungen bei internationalen Meisterschaften sammelte Siti Zubaidah Adabi im Jahr 2007, als sie bei den Südostasienspielen in Nakhon Ratchasima mit 12,28 m den fünften Platz im Dreisprung belegte. Zwei Jahre später gelangte sie bei den Südostasienspielen in Vientiane mit 5,83 m auf Rang fünf im Weitsprung und 2010 nahm sie im 100-Meter-Lauf an den Asienspielen in Guangzhou teil und schied dort mit 11,93 s im Halbfinale aus. Zudem belegte sie mit der malaysischen 4-mal-100-Meter-Staffel in 45,54 s den sechsten Platz. 2011 startete sie bei der Sommer-Universiade, jedoch wurde sie 2013 wegen eines Verstoßes gegen die Dopingbestimmungen verurteilt und daher wurden ihre Ergebnisse rückwirkend ab Juni 2011 annulliert und die Athletin für fünf Jahre gesperrt.
2005 wurde Adabi malaysische Meisterin im Dreisprung.

## Persönliche Bestleistungen
- 100 Meter: 11,81 s (0,0 m/s), 5. Juni 2010 in Bengaluru
- 200 Meter: 24,89 s (+0,5 m/s), 11. Juli 2010 in Prag
- Weitsprung: 5,83 m, 16. Dezember 2009 in Vientiane
- Dreisprung: 12,78 m (+0,9 m/s), 30. Mai 2006 in Alor Setar